# Rio Drin Negro

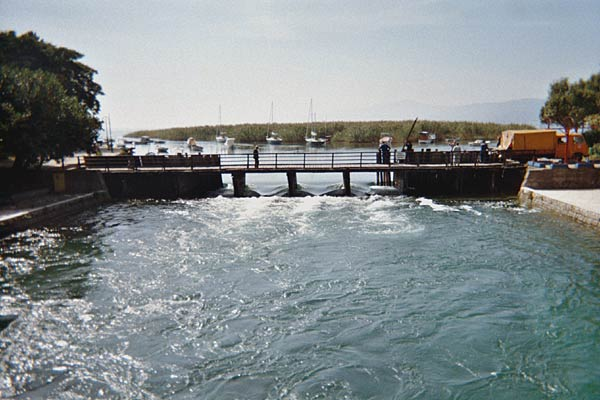
O rio Drin Negro em Struga

O rio Drin Negro, (em albanês:  Drini i Zi, que significa "o cervo negro"; em macedônio/macedónio:  Црн Дрим) é um rio em República da Macedónia e da Albânia. Sai do lago Ohrid em Struga, na República da Macedónia.